# Tyto multipunctata
La lechuza moteada (Tyto multipunctata) es una especie de ave estrigiforme de la familia Tytonidae endémica de la región tropical húmeda del noreste de Australia. Anteriormente se consideraba conespecifica de la lechuza tenebrosa (Tyto tenebricosa), aunque actualmente se consideran especies separadas.

## Descripción
Como en otras aves rapaces, las hembras son de mayor tamaño (37 cm) que los machos (33 cm). Su plumaje es principalmente gris con moteado blanco, salvo en el vientre que es blanco, y tienen listado negro en las plumas de vuelo. Presenta un disco facial en forma de corazón con el borde oscuro, cuyo interior puede ser gris o blanquecino.

## Ecología
Se alimentan principalmente de roedores y pequeños marsupiales terrestres como los bandicuts, aunque ocasionalmente también atrapan aves y algunos mamíferos arborícolas como las ardillas planeadoras. Las lechuzas moteadas tienen una larga longevidad y tasas de reproducción bajas. Su época de cría es de enero a agosto. Es una especie abundante en su limitada área de distribución en el este de la península de Cabo York, y son animales protegidos por las leyes de Australia.